# Коровье Село (Палкинский район)
Коровье Село — деревня в Палкинском районе Псковской области России.
Входит в состав Черской волости.
Расположена в 43 км к северо-востоку от районного центра, посёлка городского типа Палкино, и в 3 км к северу от волостного центра, деревни Вернявино.

## Население
| 2001 | 2002 | 2010 |
| ---- | ---- | ---- |
| 53   | ↘47  | ↘38  |